# Medaille zum Preis „Für hervorragende wissenschaftliche Leistungen“

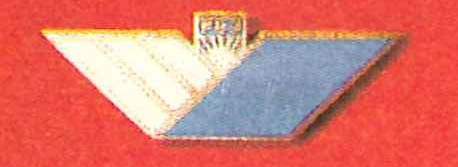
Abzeichen zum Preis für hervorragende wissenschaftliche Leistungen.

Die Medaille zum Preis „Für hervorragende wissenschaftliche Leistungen“ war in der Deutschen Demokratischen Republik (DDR) eine nichtstaatliche Auszeichnung der Freien Deutschen Jugend (FDJ), welche ab 1972 verliehen wurde. Die Verleihung erfolgte an Einzelpersonen und FDJ-Kollektive, insbesondere an Studenten von Technischen Hochschulen und Universitäten, die durch hervorragende wissenschaftliche Leistungen auf ihren jeweiligen Einzelsektoren zur Stärkung der Volkswirtschaft beigetragen hatten. Dies betraf u. a. die Entwicklung von hochwertigen Produktionsmaschinen und Produktionsanlagen.

## Aussehen und Trageweise
Die Medaille hat die Form eines Trapezes, dessen rechte Hälfte im FDJ-Blau und die linke Hälfte von weißen Balken bestimmt wird. Mittig ist das Symbol der FDJ eingelassen. Die Rückseite der Medaille ist glatt und zeigt eine waagerecht verlötete Broschiernadel.